# Sum and Substance
Sum and Substance es el segundo álbum recopilatorio de la banda británica de rock gótico The Mission, publicado en 1994 por el sello Mercury Records. Abarca los mayores éxitos de la agrupación desde el álbum debut God's Own Medicine de 1986 hasta la canción «Afterglow», grabada en 1993. Cabe señalar que el disco cuenta con una nueva canción titulada «Sour Puss», que fue escrita por Wayne Hussey y Mick Brown en la cual relatan la salida de su excompañero Craig Adams.
Obtuvo el puesto 49 en los UK Albums Chart del Reino Unido y solo permaneció en la lista por una semana. Además, para promocionarlo fueron lanzados los sencillos remasterizados de «Tower of Strength», que alcanzó el lugar 33 en el Reino Unido y «Afterglow» que se situó en el lugar 53 en el mismo país.

## Lista de canciones
| N.º | Título                              | Duración |  |
| 1.  | «Wasteland»                         | 5:38     |  |
| 2.  | «Severina»                          | 4:03     |  |
| 3.  | «Stay With Me»                      | 4:37     |  |
| 4.  | «Tower of Strength»                 | 8:08     |  |
| 5.  | «Beyond the Pale»                   | 8:44     |  |
| 6.  | «Butterfly on a Wheel»              | 5:38     |  |
| 7.  | «Deliverance»                       | 6:00     |  |
| 8.  | «Into the Blue»                     | 4:09     |  |
| 9.  | «Amelia»                            | 2:53     |  |
| 10. | «Hands Across the Ocean»            | 3:47     |  |
| 11. | «Never Again»                       | 5:06     |  |
| 12. | «Shades of Green, Pt.2»             | 3:59     |  |
| 13. | «Like a Child Again»                | 3:38     |  |
| 14. | «Sour Puss» (nueva canción)         | 3:32     |  |
| 15. | «Afterglow» (versión remasterizada) | 4:05     |  |